# Laurie Anderson
Laura Phillips Anderson, známější jako Laurie Anderson (* 5. června 1947, Glen Ellyn Illinois, USA), je americká umělkyně, zpěvačka, houslistka, performerka a skladatelka zabývající se experimentální hudbou a art rockem.
Od roku 1976 pravidelně vystupuje v muzeích, koncertních sálech a uměleckých festivalech po celé Severní Americe a Evropě. Ve svých představeních kombinuje různé výtvarné, hudební, divadelní a filmové techniky. Vždy ráda využívala nejnověji dostupné technologie, čímž předběhla svou dobu a proslavila se ve světě avantgardního umění. V České republice vystupuje pravidelně od 90. let.
Několik let žila a spolupracovala s Lou Reedem. V roce 2008 se spolu vzali. Anderson již dříve hrála na Reedových albech Set the Twilight Reeling (1996), Ecstasy (2000) a The Raven (2003). Reed pak hrál na jejích albech Bright Red (1994), Life on a String (2001) a Homeland (2010). Oba se spolu rovněž podíleli na albu Johna Zorna s názvem The Stone: Issue Three (2008).
Experimentuje také s umělou inteligencí a virtuální realitou. Samu sebe označuje především jako vypravěčku: „Vyprávím příběhy. A ty někdy mohou mít podobu malby, může to být píseň, může to být film.“ 

## Životopis
Laurie Anderson se narodila v roce 1947 na předměstí Chicaga, vyrůstala se 4 bratry a 3 sestrami. V 5 letech se začala učit hrát na housle, jako teenager cvičila až 6 hodin denně a občas hrála v místním dětském orchestru. Věnovala se také malbě a čtení knih. Ráda poslouchala mluvené slovo a dokonce si vymýšlela vlastní příběhy, které vyprávěla své mladší sestře před spaním. V roce 1966 se přestěhovala do New Yorku, kde dodnes žije.
Vystudovala historii umění na Barnard College v New Yorku, pokračovala studiem sochařství na Columbia University, které ukončila v roce 1972. Poté začala vyučovat historii umění a zároveň psala články do umělecky zaměřených časopisů nebo kreslila ilustrace do knih. Také začala postupně veřejně vystupovat.
V jednom z jejích prvních vystoupení Duets On Ice (Duety na ledu) si obula brusle s čepelemi zamrzlými v kostce ledu a dokud led neroztál, hrála na speciálně upravené housle, které v sobě měli ukrytý magnetofon, takže jí umožňovaly hrát duet sama se sebou. S tím, jak přibývalo uměleckých vystoupení, mohla věnovat méně času vedlejším zaměstnáním a více se věnovat rozvoji svého typického vyprávění, kombinovaného s vizuální a hudební stránkou.
V roce 1981 se proslavila 8minutovou písní O Superman, kterou nahrála u sebe doma a vydala v nákladu 1 000 ks, které osobně rozesílala poštou. Když ji britský DJ John Peel zahrál v rádiu ve své show, píseň se stala hitem, umístila se na 2. místě britské hitparády, a najednou bylo potřeba splnit objednávku na 80 000 nahrávek – to se podařilo díky smlouvě s nahrávací společností Warner Brothers.
V roce 1992 se seznámila s Lou Reedem na hudebním festivalu v Mnichově, kde oba vystupovali. Brzy se spřátelili, pracovali spolu a po 16letém vztahu se i vzali. Zůstali spolu až do jeho smrti v roce 2013.

## Hudební kariéra
Vystudovala dějiny umění, poté pracovala jako herečka a výtvarnice. Její první nahrávky byly vydávány na kompilacích amerického vydavatelství Giorno Poetry Systems na konci sedmdesátých let. V té době spolupracovala s Andy Warholem a komikem Andy Kaufmanem. Na svých vystoupeních kombinovala hudbu, mluvené slovo, pantomimu, film, výtvarné umění a diapozitivy. Hudebně byla ovlivněna minimalismem, jazzem a discem.
Do širšího povědomí se zapsala singlem „O Superman“, který vedl k podpisu smlouvy s Warner Bros. a vydání debutového alba You're the Guy I Want To Share My Money With. V roce 1986 režírovala hudební film Home of the Brave (doplněný stejnojmenným soundtrackem), ve kterém si také zahrála hlavní roli. Ve filmu se objevila hudba z dříve vydaného alba Mister Heartbreak.
V roce 1991 se objevila v čtyřdílném seriálu The Human Face. Scénář napsal známý britský herec John Cleese, vysvětlovala v něm vztah mezi výrazem a vnímáním, zatímco její tvář byla za pomoci latexové masky a speciálních efektů různě deformována. Album Bright Red produkovala společně s Brianem Enem, další nahrávka The Ugly One with the Jewels obsahovala hlavně vypravěčsky podané příběhy s minimálním hudebním doprovodem.
Album Life on a String bylo vydáno na dceřiném labelu Warner Bros. Nonesuch Records. Laurie v něm vzpomíná na nedávné úmrtí svého otce, v jedné písni hostuje Lou Reed. Po útocích 11. září 2001 byla vydána dvoudisková koncertní nahrávka Live in New York (nahráno 19.–20. září 2001). Na albu se objevil i singl z roku 1981 „O Superman“.

## Diskografie
- 1981 You're the Guy I Want To Share My Money With
- 1982 Big Science
- 1984 Mister Heartbreak
- 1984 United States Live
- 1986 Home of the Brave (soundtrack)
- 1989 Strange Angels
- 1994 Bright Red
- 1995 The Ugly One with the Jewels
- 2000 Talk Normal: The Laurie Anderson Anthology
- 2001 Life on a String
- 2002 Live in New York
- 2010 Homeland
- 2024 Amelia

## Umělecká díla
Handphone Table (1978) – 1,5 m dlouhý stůl, ve kterém je ukrytý mechanismus – až když si ke stolu sedne člověk, položí lokty na připravená místa a zakryje si uši dlaněmi, uslyší připravenou nahrávku.
United States I-IV (1983) – 7hodinové vystoupení, ve kterém je představen život v USA, je rozděleno na 4 části: Doprava, Politika, Peníze a Láska. Kombinuje psaný text, hudbu, fotografie, film a promítání kreseb; později byla vydána i samostatná deska se zvukovou nahrávkou. Jako inspirace posloužilo vypuštění sond Voyager 1 a 2 v roce 1977, které nesly poselství případným mimozemským civilizacím.
Personal Service Announcements (1990) – krátká videa pro televizi, která měla původně sloužit k propagaci desky Strange Angels z roku 1989, ale místo klasických hudebních videoklipů jde spíše o osobní politická prohlášení.
The End of The Moon (2004) – 90minutové představení, které vzniklo v rámci umělecké rezidence v NASA (2003-2004). Na potemnělé scéně, osvětlené svíčkami, je promítnut obraz měsíčního kráteru a Laurie Anderson prokládá svou hru na elektrické housle vyprávěním o různých tématech. Text vznikl jako reakce na válku v Iráku.
Habeas Corpus (2015) – instalace, která představuje příběh bývalého vězně z Guantanama Mohammeda El Gharani. Kombinuje předem natočený materiál a živý videopřenos ze západní Afriky, kde El Gharani žije, protože i když byl uznán za nevinného, stále má zakázaný vstup do USA.